# Nesovitrea binneyana
Nesovitrea binneyana är en snäckart som först beskrevs av E. S. Morse 1864.  Nesovitrea binneyana ingår i släktet Nesovitrea och familjen Zonitidae. Inga underarter finns listade i Catalogue of Life.